# Mičije
Mičije je naselje u općini Bosanska Gradiška, Republika Srpska, BiH.

## Stanovništvo
Nacionalni sastav stanovništva 1991. godine, bio je sljedeći:
ukupno: 389
- Hrvati - 358 (92,03%)
- Jugoslaveni - 14 (3,60%)
- Srbi - 4 (1,03%)
- ostali, neopredijeljeni i nepoznato - 13 (3,34%)